# Carmichael (Kalifornien)
Carmichael ist ein census-designated place (CDP) im Sacramento County im US-Bundesstaat Kalifornien mit 79.793 Einwohnern (Stand: 2020). Die geographischen Koordinaten sind: 38,63° Nord, 121,32° West. Das Stadtgebiet hat eine Größe von 28,2 km².

## Söhne und Töchter der Stadt
- John Daly (* 1966), Golfspieler
- Laura Ling (* 1976), Journalistin
- Smosh (Ian Hecox, * 1987, und Anthony Padilla, * 1987), Komödianten
- Brenda Song (* 1988), Schauspielerin, Sängerin und Model
- Bryan Clauson (1989–2016), Rennfahrer